# Clergy
Clergy (Kler) è un film polacco del 2018 diretto da Wojciech Smarzowski, che narra le vicende di tre sacerdoti coinvolti in vari scandali riguardanti la loro vita privata, il proprio ruolo di presbiteri nelle loro comunità e la corruzione nelle istituzioni religiose.
Il film sceneggiato da Smarzowski e Rzehak ha provocato anche una violenta opposizione da parte degli ambienti di destra e conservatori a causa della presentazione del fenomeno della pedofilia tra i sacerdoti nella Chiesa cattolica polacca. Alcuni critici hanno giudicato il film come apertamente anticlericale mentre altri lo hanno interpretato come un forte appello alla riforma della chiesa. È stato comunque un grandissimo successo commerciale in Polonia, diventando uno dei film più visti in assoluto dal 1989 e un campione d'incassi tra i film polacchi.
Clergy ha ricevuto molti premi, tra cui il premio speciale della giuria al Festiwal Polskich Filmów Fabularnych, vari riconoscimenti ai premi Polskie Nagrody Filmowe e il premio FIPRESCI al Transilvania International Film Festival.
In Italia il film non è stato distribuito regolarmente ma è disponibile, senza doppiaggio, su Netflix.

## Trama
Polonia, anni duemila. La trama segue le vicende di tre sacerdoti cattolici, amici tra di loro, con incarichi diversi nella diocesi. Padre Leszek Lisowski lavora per la curia in una grande città; è in procinto di trasferirsi in Vaticano, salendo quindi nella gerarchia, ma gli si oppone l'arcivescovo Mordowicz, che usa la sua influenza politica per costruire il più grande santuario della Polonia. Padre Tadeusz Trybus è un parroco di campagna che lotta con le debolezze umane (è alcolista ed ha un'amante). Padre Andrzej Kukuła crede con fervore, ma sotto l'influenza degli eventi nella sua parrocchia, perde la fiducia dei fedeli, che lo sospettano di pedofilia.
Diverso il destino dei tre protagonisti del film. Lisowski è cresciuto in un orfanotrofio gestito da suore dove ha subito violenze. Gestendo fondi della diocesi una giornalista gli chiede conto di alcuni movimenti di denaro destinati agli ospedali e invece forse dirottati per la costruzione del santuario. Egli, al corrente delle manovre sotterranee dell'arcivescovo in relazione alla costruzione del santuario e desiderando di essere trasferito al Vaticano, ricatta l'arcivescovo Mordowicz e installa una telecamera nascosta nell'ufficio dell'arcivescovo; si procura inoltre, da un altro sacerdote, un video potenzialmente compromettente per l'arcivescovo con il quale ricattarlo.
A Padre Tadeusz Trybus la giovane perpetua, con cui ha da tempo una relazione, rivela di essere incinta; lui le chiede di abortire in una clinica all'estero. Inoltre si convince di aver investito ed ucciso un compaesano, mentre guidava ubriaco; dopo essersi costituito e avendo avuto dalla Polizia la notizia che ha solo investito un cane randagio, deciderà alla fine di lasciare il sacerdozio e di andare a vivere con la compagna che ha rinunciato ad abortire.
Padre Andrzej Kukuła, invece, è messo sotto pressione a seguito di accuse di pedofilia; dopo essere stato trasferito in una casa di riposo per sacerdoti anziani o "sospesi dal servizio" e aver trovato lì anche il sacerdote che aveva commesso abusi su di lui quando era bambino, decide di ricostruire i fatti relativi a un altro caso di pedofilia accaduto nella sua diocesi. Scrive quindi le sue scoperte ai giornali ma l'ufficio stampa della diocesi riesce a mettere a tacere la vicenda. Decide allora di compiere un atto estremo: si dà fuoco durante la cerimonia dell'inizio della costruzione del santuario di fronte all'arcivescovo e alle maggiori cariche dello stato.
Nel film sono presenti in diversi momenti alcuni estratti dalle testimonianze delle vittime di preti pedofili.

## Produzione
Clergy doveva essere un film su tutti i peccati della Chiesa. Il regista Wojciech Smarzowski voleva sottolineare l'onnipresenza della religione e della Chiesa cattolica nella vita quotidiana in Polonia, il ruolo speciale di un prete nella società, così come gli scandali di pedofilia in Occidente.
Il budget del film ammontava a circa 10 milioni di PLN. Le scene sono state girate nella regione della Piccola Polonia (compresa la biblioteca e la cappella del Palazzo Goetz a Brzeg) e nella zona di Zaolzie nella Repubblica Ceca. In Polonia non è stato possibile trovare chiese in cui girare il film.
In tutte le fasi della produzione - dall'inizio del lavoro sulla sceneggiatura fino alla versione finale - per il film sono stati consultati rappresentanti della Chiesa cattolica: sacerdoti in servizio ed ex sacerdoti.
La musica del film è stata composta da Mikołaj Trzaska, il montaggio è di Paweł Laskowski, il direttore della fotografia è Tomasz Madejski, la scenografia di Jagna Janicka e i costumi di Magdalena Jadwiga Rutkiewicz-Luterek. Il produttore del film è stato Jacek Rzehak (Profil Film), e il distributore è stato Kino Świat. Il film montato è stato mostrato a un gruppo di sacerdoti che hanno ammesso di non offendere i sentimenti religiosi e di mostrare la Chiesa così com'è.

## Accoglienza
La prima del film è avvenuta il 18 settembre 2018 durante il 43º Festival del Cinema polacco a Gdynia; il film è uscito nelle sale il 28 settembre 2018.
A seconda del cinema, il film è stato proiettato da una dozzina a diverse dozzine di volte al giorno (il giorno della prima si sono tenute 22 proiezioni al Multikino di Poznań). Il record apparteneva al multiplex di Zabrze, dove il film di Smarzowski è stato proiettato 24 volte. A causa dell'enorme richiesta, non è stato possibile prenotare i biglietti per la proiezione nella maggior parte dei cinema. Nelle sale cinematografiche si è svolto un numero record di proiezioni: il film è stato subito proiettato su 478 schermi.
Durante il fine settimana di apertura, il film è stato visto da 0,935 milioni di spettatori, battendo il record di apertura nelle sale in Polonia dopo il 1989. Nelle settimane successive il film è stato visto da vari milioni di persone e al 25 ottobre sono stati 4 339 milioni, che hanno portato la pellicola al terzo posto tra i film con il maggior numero di spettatori dopo il 1989.
Già il 17 ottobre, la produzione si è classificata al terzo posto nella classifica dei film di maggior incasso dopo il 2000, dopo Quo vadis di Jerzy Kawalerowicz (4.300.351 spettatori) e Avatar di James Cameron (3.677.893 spettatori). A cavallo del 2018/2019, Clergy è diventato il film polacco di maggior incasso dopo il 1989 con un fatturato di 105,261 milioni di PLN (il record precedente - 105,1 milioni di PLN apparteneva a Ogniem i mieczem del 1999). Box Office Mojo e The Numbers hanno stimato i ricavi totali della distribuzione a quasi $ 30 milioni.